# Doeringiella
Doeringiella är ett släkte av bin. Doeringiella ingår i familjen långtungebin.

## Dottertaxa tillDoeringiella, i alfabetisk ordning[1]
- Doeringiella angulicornis
- Doeringiella arechavaletai
- Doeringiella asignata
- Doeringiella baeri
- Doeringiella baerina
- Doeringiella bipunctata
- Doeringiella bizonata
- Doeringiella burmeisteri
- Doeringiella centuncula
- Doeringiella chacoensis
- Doeringiella cingillata
- Doeringiella cochabambina
- Doeringiella coelicera
- Doeringiella crassicornis
- Doeringiella crassipes
- Doeringiella crinita
- Doeringiella gayi
- Doeringiella gigas
- Doeringiella guttata
- Doeringiella hebes
- Doeringiella holmbergi
- Doeringiella indecissa
- Doeringiella joergenseni
- Doeringiella maray
- Doeringiella oblata
- Doeringiella oblonga
- Doeringiella paranensis
- Doeringiella pilicornis
- Doeringiella potrerillensis
- Doeringiella silvatica
- Doeringiella similaris
- Doeringiella simplicicornis
- Doeringiella singularis
- Doeringiella speciosa
- Doeringiella tastil
- Doeringiella tricolor